# Afanassi
Afanassi ist ein männlicher Vorname.

## Herkunft und Bedeutung
Es handelt sich um die russische Variante des Namens Athanasios, der die Bedeutung Der Unsterbliche hat.

## Namensträger

### Vornamen
Bekannte Namensträger sind:
- Afanassi Pawlantjewitsch Beloborodow (1903–1990), sowjetischer General
- Afanassi Iwanowitsch Bulgakow (1859–1907), Theologe und Kirchenhistoriker
- Afanassi Afanassjewitsch Fet (1820–1892), russischer Dichter
- Afanassi Nikitin († 1472), russischer Kaufmann und Entdecker
- Afanassi Semjonowitsch Rogowitsch (1812–1878), Botaniker und Paläontologe
- Afanassi Prokofjewitsch Schtschapow (1830–1876), russischer Historiker

### Literarische Figuren
In Fjodor Dostojewskis Roman Die Brüder Karamasow trägt eine Figur den Namen Afanassi.

### Familiennamen
Vom Vornamen Afanassi stammt der russische patronymische Familienname Afanassjew, wie ihn der russische Volkskundler Alexander Nikolajewitsch Afanassjew trug.